# Skrzywdzeni i poniżeni
Skrzywdzeni i poniżeni (ros. Униженные и оскорблённые) – powieść Fiodora Dostojewskiego publikowana w odcinkach w 1861 w miesięczniku „Wriemia”, wydana po raz pierwszy w 1861.